# Delta de Dirac

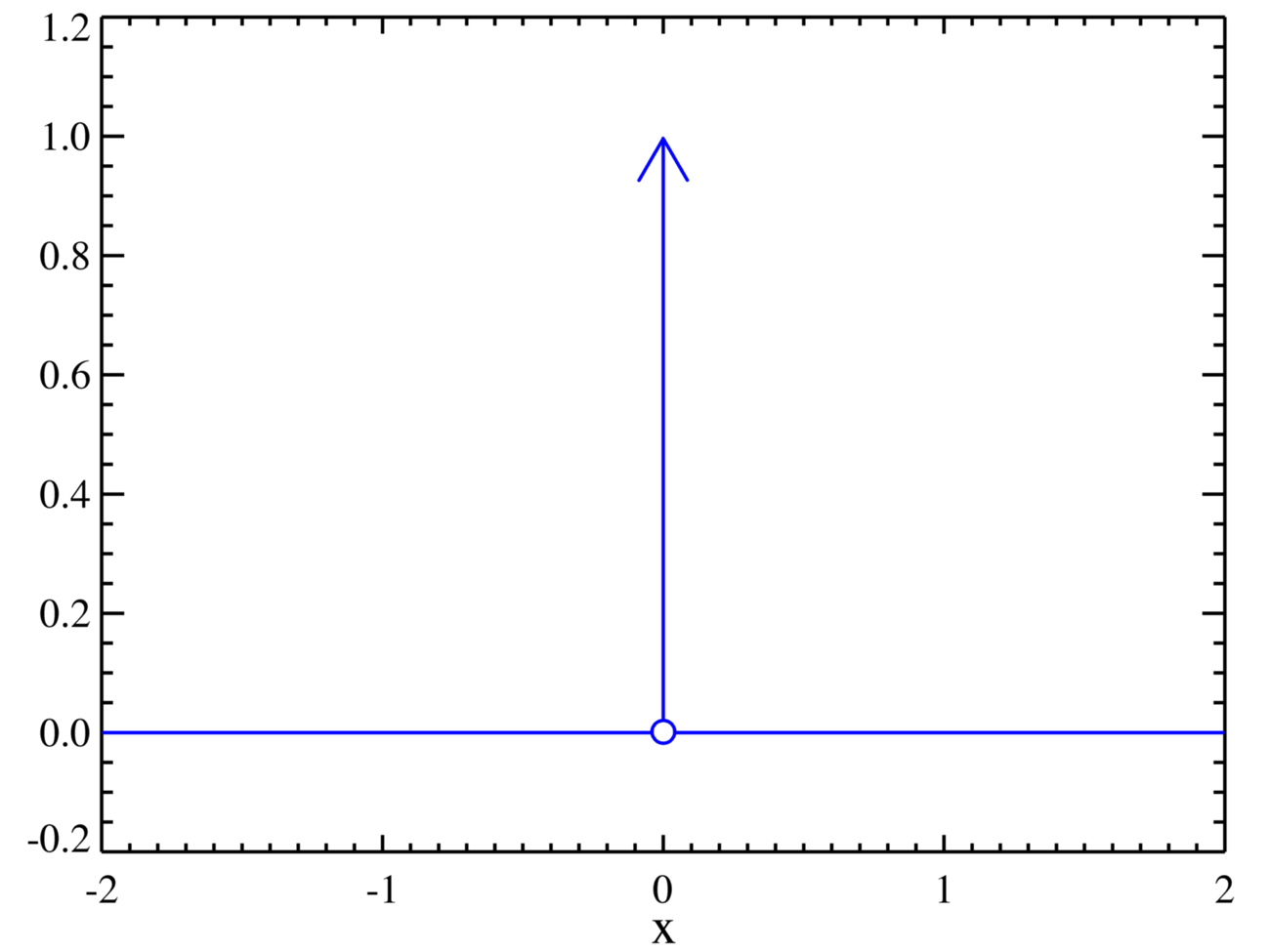
Representació de la distribució δ(x) de Dirac.

La delta de Dirac o funció d'impuls, introduïda per primera vegada pel físic anglès Paul Dirac, es pot considerar una funció generalitzada δ(x) que té un valor infinit per a x = 0 i un valor zero a qualsevol altra x. És habitual representar-la de manera integral, ja que la seva integral des de menys infinit fins a més infinit és igual a 1.
Estrictament no es pot considerar una funció matemàtica, sinó que és una distribució, ja que no compleix algunes de les característiques definitòries de funció. Físicament pot representar una distribució de densitat d'una massa unitat concentrada en un punt a. Aquesta funció constitueix una aproximació molt útil per a funcions picades i constitueix el mateix tipus d'abstracció matemàtica que una càrrega o massa puntual.
Per exemple, alguns sistemes mecànics estan sotmesos a una força externa (o un voltatge elèctric en el cas dels sistemes elèctrics) que actuen durant un període molt curt i d'una manera constant. Per exemple, el rellotge d'un computador segueix una funció impuls que es va repetint de manera periòdica.
Quan apareix en formules físiques, la funció delta de Dirac, {\displaystyle \delta (x)}, té sempre com unitat la inversa de la del seu argument {\displaystyle x}. Així, per exemple, la unitat de {\displaystyle \delta (t)}, on {\displaystyle t} és el temps (mesurat en segons, s), és {\displaystyle s^{-1}}.

## Definició formal
Es defineix quan compleix les següents condicions :
{\displaystyle \delta (x)=0} si {\displaystyle x\neq 0}
{\displaystyle \textstyle \int _{-\infty }^{\infty }\displaystyle \delta (x)dx=1}

## Propietats
- {\displaystyle \delta (x)=\delta (-x)\,\!}
- {\displaystyle f(x)\delta '(x)=-f'(x)\delta (x)\,\!}
- {\displaystyle \delta '(x)=-\delta '(-x)\,\!}
- {\displaystyle x^{n}\delta (x)=0\qquad \forall n>0,x\in \mathbb {R} \,\!}
- {\displaystyle (x-a)^{n}\delta (x-a)=0\qquad \forall n>0\,\!}
- {\displaystyle \delta (ax-b)=|a|^{-1}\delta (x-(b/a))\qquad \forall a>0\,\!}
- {\displaystyle h(x)\delta (x-a)=h(a)\delta (x-a)\,\!}
- {\displaystyle h(x)\delta '(x-a)=h(a)\delta '(x-a)-h'(a)\delta (x-a)\,}
- {\displaystyle \delta (f(x))=\sum _{n}|f'(x_{n})|^{-1}\delta (x-x_{n}),\quad {\mbox{amb}}\ f(x_{n})=0,\ f'(x_{n})\neq 0}
- {\displaystyle \delta (\omega )={\frac {1}{2\pi }}\int _{-\infty }^{+\infty }e^{-i\omega t}dt}
- {\displaystyle \delta (x)} és de classe {\displaystyle C^{-2}(\mathbb {R} )}
- La transformada de Fourier de {\displaystyle \delta (x)} és igual a 1, o sigui, l'espectre freqüencial d'una delta de Dirac és unitari constant i infinit. Per tant, : {\displaystyle \int _{-\infty }^{\infty }\delta (x)\ e^{-2\pi i\xi x}\,dx=1}
- Igualment la transformada inversa de 1 és la delta de Dirac : {\displaystyle \int _{-\infty }^{\infty }1\ e^{2\pi i\xi x}\,d\xi =\delta (x)}